# 오스트리아 우정저축은행

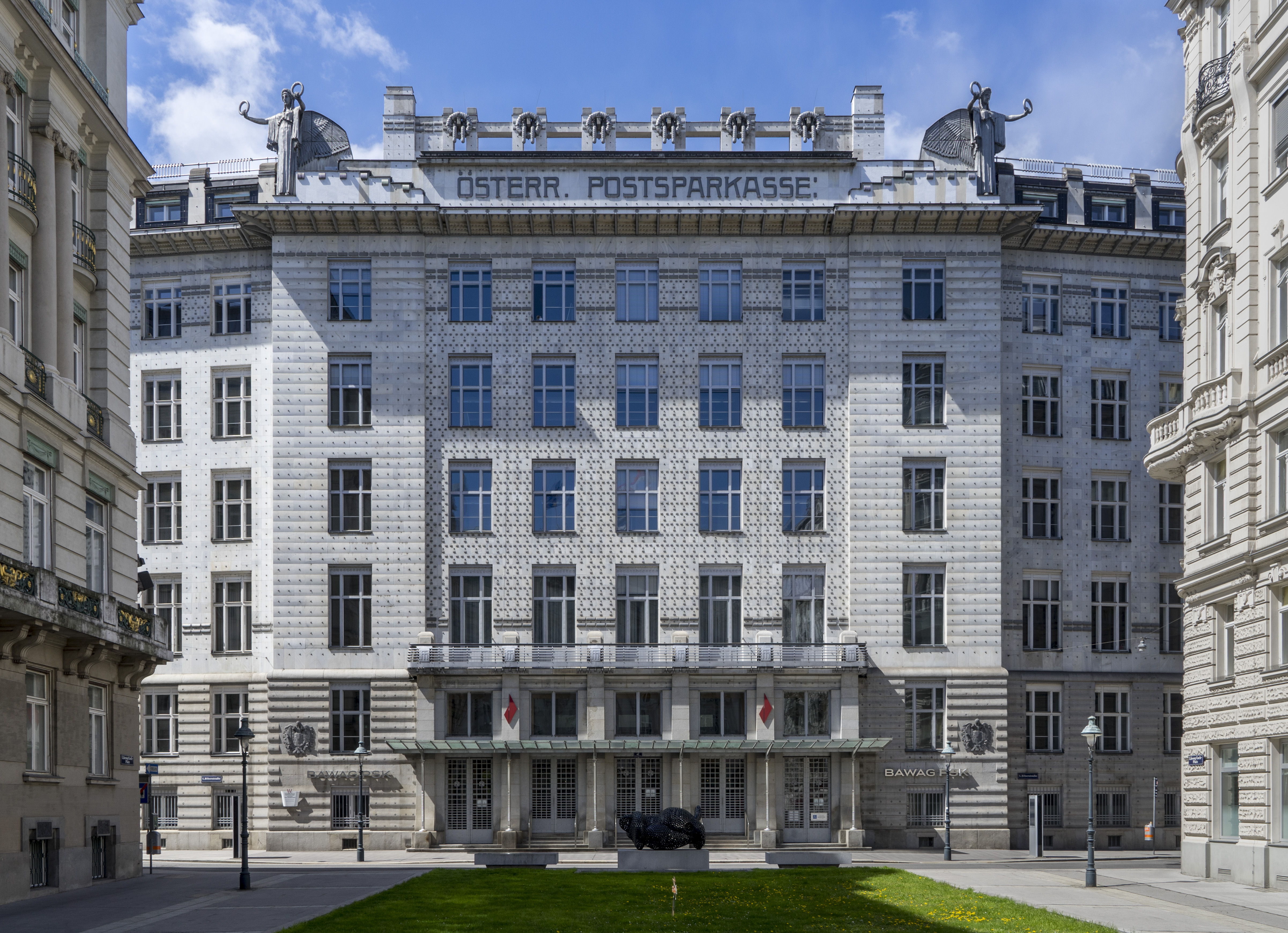
오스트리아 우정저축은행

오스트리아 우정저축은행(독일어: Österreichische Postsparkasse)은 오스트리아 빈에 있는 건물이다. 오스트리아 우정저축은행의 본사로 사용하기 위해 세워졌으며 오토 바그너가 설계해 1906년 개공했다. 초기 모더니즘 양식의 대표 건물로 평가받고 있다. 은행 앞에는 우정저축은행의 은행장이었던 게오르크 코흐의 이름을 딴 게오르크 코흐 광장과 그의 동상이 있다.